# Titus Clodius Vibius Varus
Titus Clodius Vibius Varus (fl. 160) est un homme politique de l'Empire romain.

## Biographie
Il est le fils de Titus Vibius Varus consul en 134.
Il est consul en 160.
Il est le père de Vibia Paulla, femme de Marcus Postumius Festus, et de Vibia, femme de Lucius Cornelius Salvius Tuscus.